# 9695 Джонхейз
9695 Джонхейз (9695 Johnheise) — астероїд головного поясу, відкритий 24 вересня 1960 року.
Тіссеранів параметр щодо Юпітера — 3,594.